# Wardha
Die Stadt Wardha befindet sich in Südwest-Indien im Bundesstaat Maharashtra.
Wardha liegt 65 km südwestlich von Nagpur.
Die Stadt ist Sitz der Distriktverwaltung des gleichnamigen Distrikts.
Beim Zensus 2011 betrug die Einwohnerzahl 106.444.
Die nationale Fernstraße NH 204 verläuft durch die Stadt.